# 孔多里山 (康德蘇約斯省)
15°1′4″S 72°28′21″W / 15.01778°S 72.47250°W
孔多里山（Condori），是秘魯的山峰，位於該國南部阿普里馬克大區的康德蘇約斯省和拉烏尼翁省，屬於安第斯山脈的一部分，海拔高度約5,200米。